# Коллинг
Коллинг или Кольдинг (дат. Kolding) — датский морской порт в Коллинг-фьорде, регион Сюдданмарк, коммуна Коллинг. Седьмой по величине город Дании (57 540 жителей по состоянию на 2012 г.) и член «Союза Балтийских городов». Кроме того, Коллинг — важнейший узловой пункт балтийской навигации.

## История
Как большинство фьордовых городов в Ютландии и Шлезвиге, Коллинг возник в XII веке как место торговли с защищённым проходом к морю. Когда герцогство Шлезвиг в XIII веке отделилось от Дании, Коллинг приобрёл дополнительное значение как пограничный пункт. Позднее, при короле Эрике V, была возведена башня Коллингхус.
Хотя Коллинг часто посещался датскими королями — не только в эпоху «путешествующих королевств», то есть до учреждения столицы в Копенгагене в XVI веке, но и много позже, город находился в тени соседних городов, таких, как Хадерслев, Фредерисия (осн. в XVII в.).
23 апреля 1849 года, в ходе датско-прусской войны, генерал Бюлов потерпел поражение в битве у Кольдинга от прусского корпуса Бонина. Датчане после штурма дюппельских укреплений были вынуждены отступить к Альзену, потеряв Кольдинг.
После передела границ в 1864 года, закрепившего отделение герцогства Шлезвиг от Дании, значение города выросло. Он стал важным транспортным узлом.
Строительство мостов через Малый Бельт дало дополнительный экономический толчок как Коллингу, так и двум соседним городам — Вайле и Фредерисии. Эти три города получили название «Коллингский треугольник» и имели почти такое же экономическое значение в Дании, как столица Копенгаген.
Коллинг имел статус города с XIII века по 1970 год, когда он был объединён с прилегающими коммунами в одну коммуну Коллинг, которая в 2007 году была ещё более увеличена.
3 ноября 2004 года в Зеесте, пригороде Коллинга в руках пиротехника Н. П. Йонсена взорвалось его пиротехническое оборудование. Пиротехник погиб, 85 человек получили ранения, около 2000 людей были эвакуированы.

## Экономика и транспорт
Город — центр металлургической и текстильной промышленности. В Новое время многие международные фирмы в Дании обосновывались в Коллинге. Вместе с городами Фредерисия и Вайле он образует важный узел шоссейных и железных дорог западной Дании. Здесь пересекаются европейская трасса E 45 и трасса E 20, а также железнодорожные ветки, ведущие в Эсбьерг, Фленсбург — Гамбург, Фредерисия — Вайле — Орхус и Оденсе — Копенгаген. Порт — менее значителен, чем Фредерисия, но тоже играет свою экономическую роль.

## Достопримечательности
- Замок Коллингхус, построен в XIII веке, в 1808 г. выгорел, к 1990 реконструирован и модернизирован, в нём находится музей истории и культуры; находится на возвышенности над городом.
- Музей искусств Трапхольт.
- Кирха св. Николая, первоначально раннеготическая, позднее значительно перестроена.
- отдельные частные дома XVII века; историческая сеть улиц частично сохранилась, однако исторические дома часто перемежаются с современными.
- ботанический сад с растениями разных стран мира и потрясающим Домом камелий.

## Спорт
В городе хорошо развит гандбол. В городе существует спортивное объединение Kolding IF, и мужская и женская часть которого представлены в высшей лиге Дании.
В декабре 2020 года Коллинг наряду с Хернингом принимал матчи чемпионата Европы по гандболу среди женщин.